# 가장 큰 조각상 목록

전세계 각 조각상의 크기 비교. 왼쪽부터 통일의 조각상(인도, 182 m), 노산대불(중국, 153 m), 자유의 여신상(미국, 93 m), 조국은 부른다(러시아, 91 m), 구세주 그리스도상(브라질, 38 m), 다비드상(이탈리아, 5.17 m) 순이다.

다음은 세계에서 가장 큰 조각상 목록이다. 높이가 최소 30 m 이상인 조각상들로 한하였다. 여기서 기준으로 삼는 높이 치수는 순수히 인물상이나 동물상 그 자체만을 기준으로 하였으며, 조각상 밑의 단이나 그밖에 건물 등의 기반은 높이에서 제외하였다.
또한 여기서 말하는 '조각상'이란 기본적으로 자유로이 서있는 조각품을 말하는 것으로, 부조와는 다르다. 한 사람이나 여러 사람, 아니면 실제 동물이나 상상 속 동물을 묘사한 것이며, 묘사한 부분이 전체이든 일부분이든 상관없이 포함시켰다. 조각상이 담긴 기념물의 경우 그 조각상만을 기준으로 하여 추렸다.

## 현존
2018년 기준으로 높이가 30 m를 넘는 조각상은 전세계에 총 138개가 있다. 나라별 현황은 다음과 같다.
| 순위 | 나라           | 조각상 개수 |
| ---- | -------------- | ----------- |
| 1    | 중화인민공화국 | 34          |
| 2    | 인도           | 23          |
| 3    | 일본           | 20          |
| 4    | 중화민국       | 10          |
| 5    | 브라질         | 5           |
| 6    | 태국           | 4           |
| 7    | 말레이시아     | 4           |
| 8    | 멕시코         | 3           |
| -    | 그 외 나라     | 31          |
|      | (총합)         | 138         |

| 조각상                                 | 사진 | 묘사 대상                             | 위치                                     | 나라                   | 높이(m) | 주 | 완공     | 좌표                                                                          |
| -------------------------------------- | ---- | ------------------------------------- | ---------------------------------------- | ---------------------- | ------- | --- | -------- | ----------------------------------------------------------------------------- |
| 통일의 조각상                          |      | 발라브바이 파텔                       | 구자라트주                               | 인도                   | 182 m   | | 2018년   | 북위 21° 50′ 16″ 동경 73° 43′ 08″ / 북위 21.837778° 동경 73.718889°           |
| 노산대불                               |      | 비로자나불                            | 허난성 루산현                            | 중화인민공화국         | 153 m   | 19.29 m 높이의 연꽃 단 위에 서 있으며, 그 밑으로 25 m 높이의 건물이 또 있다. | 2002년   | 북위 33° 46′ 31″ 동경 112° 27′ 04″ / 북위 33.775150° 동경 112.451016°         |
| 레쥰 세차르                            |      | 부처(석가모니상)                      | 사가잉 관구 모니와 인근                  | 미얀마                 | 115.8 m | 연꽃단이 13.41 m 높이로 되어 있기 때문에 전체 높이는 129.2 m에 달한다. | 2008년   | 북위 22° 04′ 49″ 동경 95° 17′ 21″ / 북위 22.0803° 동경 95.2893°               |
| 우시쿠 대불                            |      | 부처(아미타불상)                      | 이바라키현 우시쿠시                      | 일본                   | 110 m   | 10 m 높이의 연꽃단, 10 m 높이의 건물 위에 각각 올려져 있기 때문에 이를 감안하면 전체 동상 높이는 120 m가 된다.                                                                            | 1993년   | 북위 35° 58′ 58″ 동경 140° 13′ 13″ / 북위 35.982716° 동경 140.220287°         |
| 염황이제 거대 조각상                   |      | 염황이제                              | 허난성 정저우                            | 중화인민공화국         | 106 m   | [ 5 ] | 2007년   | 북위 34° 57′ 26″ 동경 113° 30′ 45″ / 북위 34.957222° 동경 113.512373°         |
| 센다이 대관음                          |      | 관세음보살                            | 미야기현 센다이시                        | 일본                   | 100 m   | | 1991년   | 북위 38° 18′ 02″ 동경 140° 49′ 25″ / 북위 38.300466° 동경 140.823559°         |
| 웨이산 천추천안 관음상                 |      | 관세음보살                            | 후난성 창사시 웨이산                     | 중화인민공화국         | 99 m    | 도금 동상 | 2009년   | 북위 28° 11′ 3.60″ 동경 111° 57′ 49″ / 북위 28.1843333° 동경 111.96361°       |
| 타이 대불상                            |      | 부처(석가모니)                        | 앙통주                                   | 태국                   | 92 m    | | 2008년   | 북위 14° 35′ 35.60″ 동경 100° 22′ 40.02″ / 북위 14.5932222° 동경 100.3777833° |
| 홋카이도 대관음                        |      | 관세음보살                            | 홋카이도 아시베쓰시                      | 일본                   | 88 m    | [ 7 ] | 1989년   | 북위 43° 31′ 41.44″ 동경 142° 11′ 53.14″ / 북위 43.5281778° 동경 142.1980944° |
| 구이저우 양아사 불상                   |      | 양아사                                | 구이저우성                               | 중화인민공화국         | 88 m    | [ 8 ] | 2017년   |                                                                               |
| 링산 대불                              |      | 부처(아미타불)                        | 장쑤성 우시시                            | 중화인민공화국         | 88 m    | [ 9 ] | 1996년   | 북위 31° 25′ 55″ 동경 120° 5′ 29″ / 북위 31.43194° 동경 120.09139°            |
| 조국이 부른다                          |      | '조국'을 상징하는 여성상              | 볼고그라드                               | 러시아                 | 85 m    | 러시아와 유럽을 통틀어 가장 큰 석상. 불상이나 전설 속 대상이 아닌 일반적인 소재를 다룬 가장 큰 석상                                                                                       | 1967년   | 북위 48° 44′ 32.5″ 동경 44° 32′ 13″ / 북위 48.742361° 동경 44.53694°          |
| 아와지 관음상                          |      | 관세음보살                            | 효고현 아와지섬                          | 일본                   | 80 m    | 단 높이 20 m, 전체 높이는 100 m | 1982년   | 북위 34° 30′ 11″ 동경 134° 58′ 36″ / 북위 34.502949° 동경 134.976676°         |
| 난산 해상관음상                        |      | 관세음보살                            | 하이난성 싼야 시                         | 중화인민공화국         | 78 m    | 밑단 높이 130 m | 2005년   | 북위 18° 17′ 34″ 동경 109° 12′ 31″ / 북위 18.292683° 동경 109.208736°         |
| 주화산 지장보살동상                    |      | 지장보살                              | 칭양현                                   | 중화인민공화국         | 76 m    | 전체 높이 155 m | 2012년   |                                                                               |
| 츠산 사 관음상                         |      | 관세음보살                            | 홍콩                                     | 중화인민공화국         | 76 m    | | 2012년   |                                                                               |
| 가가 관음상                            |      | 관세음보살                            | 이시카와현 가가시                        | 일본                   | 73 m    | | 1987년   | 북위 36° 19′ 33″ 동경 136° 20′ 56″ / 북위 36.325706° 동경 136.348851°         |
| 니산 공자상                            |      | 공자                                  | 산둥성 취푸 시 니산                      | 중화인민공화국         | 72 m    | 종교상의 인물이 아닌 실존 인물을 주제로 한 가장 큰 석상. 공자상이 설치된 니산은 공자가 태어나 버림받았으나 호랑이와 독수리가 와서 보살펴 주었다는 이야기가 전해져 내려오는 곳이기도 하다. | 2016년   |                                                                               |
| 러산 대불                              |      | 부처(미륵보살)                        | 러산                                     | 중화인민공화국         | 71 m    | 713년 착공하여 90년 뒤에 완성된 대불. | 803년    | 북위 29° 32′ 50″ 동경 103° 46′ 09″ / 북위 29.547222° 동경 103.769167°         |
| 쏜트라 관음상                          |      | 관세음보살                            | 다낭                                     | 베트남                 | 70 m    | [ 13 ] | 2010년   | 북위 16° 05′ 59″ 동경 108° 16′ 37″ / 북위 16.0996° 동경 108.2769°             |
| 조국 기념상                            |      | '조국'                                | 키이우                                   | 우크라이나             | 62 m    | 단 높이 40 m, 전체 높이 102 m | 1981년   | 북위 50° 25′ 35″ 동경 30° 33′ 47″ / 북위 50.426497° 동경 30.563171°           |
| 나리타산 신쇼지 관음상                 |      | 관세음보살                            | 후쿠오카현 구루메시                      | 일본                   | 62 m    | | 1983년   | 북위 33° 17′ 08″ 동경 130° 32′ 05″ / 북위 33.285445° 동경 130.534852°         |
| 쓰차오산 해남관음상                    |      | 관세음보살                            | 광둥성 포산시 난하이구                   | 중화인민공화국         | 62 m    | 단 높이 15 m, 전체 높이 77 m | 1998년   | 북위 22° 55′ 59″ 동경 112° 58′ 18″ / 북위 22.933101° 동경 112.971725°         |
| 윈청 관우상                            |      | 관우                                  | 산시성 윈청시                            | 중화인민공화국         | 61 m    | 단 높이 19 m, 전체 높이 80 m | 2010년   |                                                                               |
| 루앙포야이                             |      | 부처(석가모니)                        | 로이엣주                                 | 태국                   | 59.2 m  | 박물관 건물 높이 8.65 m, 전체 높이 67.85 m | 1979년   | 북위 16° 03′ 44″ 동경 103° 39′ 31″ / 북위 16.062142° 동경 103.658508°         |
| 치산셴상                               |      | 치산셴(현지인들이 믿는 바닷신의 일종) | 산둥성 웨이하이시 룽청시 치산            | 중화인민공화국         | 58.8 m  | | 2010년대 |                                                                               |
| 징저우 관우상                          |      | 관우                                  | 후베이성 징저우                          | 중화인민공화국         | 58 m    | 관우를 모시는 사원의 가운데에 세워진 상. | 2016년   | 북위 30° 20′ 29″ 동경 112° 12′ 29″ / 북위 30.341278° 동경 112.207917°         |
| 대미륵보살                             |      | 미륵보살                              | 신주현 어메이향                          | 중화민국               | 57.6 m  | 전체 높이는 72 m | 2011년   | 북위 24° 40′ 52″ 동경 120° 59′ 08″ / 북위 24.681045° 동경 120.985651°         |
| 정성공 대석상                          |      | 정성공                                | 자이현                                   | 중화민국               | 52.4 m  | | 1995년   |                                                                               |
| 아이즈 자모대관음상                    |      | 관세음보살                            | 후쿠시마현 아이즈와카마쓰시              | 일본                   | 57 m    | | 1987년   | 북위 37° 33′ 03″ 동경 139° 57′ 04″ / 북위 37.550906° 동경 139.951229°         |
| 도쿄만 관음상                          |      | 관세음보살                            | 지바현 훗쓰시                            | 일본                   | 56 m    | 제2차 세계대전 전몰자 추모상 | 1961년   | 북위 35° 15′ 49″ 동경 139° 51′ 45″ / 북위 35.263544° 동경 139.862437°         |
| 붓다 도르덴마 상                       |      | 석가모니                              | 팀푸                                     | 부탄                   | 51 m    | 20 cm 크기의 불상 십만 개와 30 cm 크기의 불상 2만 5천개 포함 | 2015년   | 북위 27° 26′ 37″ 동경 89° 38′ 43″ / 북위 27.4435° 동경 89.6454°               |
| 우사미 대관음                          |      | 관세음보살                            | 시즈오카현 이즈반도                      | 일본                   | 50 m    | 일본 최대 규모의 관음좌불상 | 1982년   | 북위 35° 01′ 25″ 동경 139° 03′ 51″ / 북위 35.023644° 동경 139.064069°         |
| 소도시마 대관음                        |      | 관세음보살                            | 가가와현 쇼즈군 쇼도시마정               | 일본                   | 50 m    | 부처의 사리(이빨)를 모신 곳으로 전해짐 | 1994년   | 북위 34° 30′ 43″ 동경 134° 12′ 47″ / 북위 34.511879° 동경 134.213187°         |
| 타이완 청터 대불                       |      | 아미타불                              | 난터우현 푸리진                          | 중화민국               | 50 m    | 28 m 크기의 관음상과 득대세보살상도 있음 | 2004년   |                                                                               |
| 게레로 치말리                          |      | 치말리 전사                           | 멕시코주 치말후아칸                      | 멕시코                 | 50 m    | 단 높이 10 m, 전체 높이 60 m | 2014년   |                                                                               |
| 티네레툴루이 상                        |      |                                       | 콘스탄차주 스트라야                      | 루마니아               | 50 m    | | 1985년   | 북위 44° 06′ 52″ 동경 28° 26′ 40″ / 북위 44.1145786° 동경 28.4444772°         |
| 아프리카 부흥상                        |      | 아프리카인                            | 다카르                                   | 세네갈                 | 49 m    | 아프리카 최대 규모 | 2010년   | 북위 14° 43′ 20″ 서경 17° 29′ 42″ / 북위 14.72222° 서경 17.49500°             |
| 칸데비하라바 사원 불상                 |      | 석가모니                              | 알루트가마                               | 스리랑카               | 48.8 m  | | 2007년   | 북위 6° 26′ 56″ 동경 80° 00′ 00″ / 북위 6.4490° 동경 80.0001°                 |
| 가마이시 대관음                        |      | 관세음보살                            | 이와테현 가마이시시                      | 일본                   | 48.5 m  | 뱃사람들을 수호하는 불상. 내부에 11층 규모의 공간이 조성되어 있다. | 1970년   | 북위 39° 15′ 24″ 동경 141° 54′ 03″ / 북위 39.256532° 동경 141.900895°         |
| 동린 대불                              |      | 아미타불                              | 장시성 롄시구                            | 중화인민공화국         | 48 m    | 단 높이 64 m. | 2011년   |                                                                               |
| 진딩 대불                              |      | 석가모니                              | 지린성 둔화시                            | 중화인민공화국         | 48 m    | | 2011년   |                                                                               |
| 어메이산 십방보현보살                  |      | 보현보살                              | 쓰촨성 어메이산                          | 중화인민공화국         | 48 m    | | 2005년   | 북위 29° 31′ 32″ 동경 103° 20′ 12″ / 북위 29.52567° 동경 103.336802°          |
| 포광산 대불                            |      | 석가모니                              | 가오슝                                   | 중화민국               | 48 m    | 단 높이 60 m, 전체 높이 108 m의 동상. | 2011년   |                                                                               |
| 평화의 성모상                          |      | 성모 마리아                           | 트루히요주 트루히요                      | 베네수엘라             | 46.7 m  | 세계에서 가장 큰 성모 마리아상 | 1983년   | 북위 9° 20′ 52″ 서경 70° 27′ 46″ / 북위 9.34778° 서경 70.46278°               |
| 자유의 여신상                          |      | 자유의 여신                           | 뉴욕주 리버티섬                          | 미국                   | 46 m    | 단 높이 47 m, 전체 높이 93 m. | 1886년   | 북위 40° 41′ 21″ 서경 74° 02′ 40″ / 북위 40.6892° 서경 74.0445°               |
| 파티마의 성모상                        |      | 파티마의 성모                         | 세아라주 크라투                          | 브라질                 | 45 m    | 브라질 최대 규모의 석상 | 2016년   |                                                                               |
| 시솽 대불                              |      | 부처                                  | 시솽반나 다이족 자치주                   | 중화인민공화국         | 45 m    | | 2008년   |                                                                               |
| 프라 푸타밍몽콜 아케나끼리 불상        |      | 석가모니                              | 푸껫                                     | 태국                   | 45 m    | [ 23 ] | 2008년   | 북위 7° 49′ 40″ 동경 98° 18′ 49″ / 북위 7.82784° 동경 98.313727°              |
| 소카본 성모상                          |      | 성모 마리아                           | 오루로                                   | 볼리비아               | 45 m    | | 2013년   |                                                                               |
| 통람로손 아미타불상                    |      | 아미타불                              | 베트남 나트랑                            | 베트남                 | 44 m    | [ 24 ] [ 25 ] | 2012년   | 북위 12° 16′ 59″ 동경 109° 08′ 02″ / 북위 12.28296° 동경 109.13383°           |
| 카일라슈나트 마하데브 상               |      | 시바                                  | 카트만두                                 | 네팔                   | 43.5 m  | 힌두교 조각상으로는 최대 규모. 전세계에서 가장 큰 시바 상이기도 하다. | 2010년   | 북위 27° 38′ 46″ 동경 85° 28′ 29″ / 북위 27.646017° 동경 85.474774°           |
| 루가오 수신상                          |      | 수신                                  | 장쑤성 루가오시                          | 중화인민공화국         | 43 m    | 동상. | 2010년대 |                                                                               |
| 무루간 상                              |      | 무루간                                | 곰박 바투 동굴                           | 말레이시아             | 42.7 m  | 말레이시아 최대 규모. | 2006년   | 북위 3° 14′ 15″ 동경 101° 41′ 02″ / 북위 3.237483° 동경 101.683976°           |
| 톈진 마주상                            |      | 마주(바닷신)                          | 톈진                                     | 중화인민공화국         | 42.3 m  | | 2012년   |                                                                               |
| 산타 리타 데 카시아                    |      | 카시아의 리타                         | 히우그란지두노르치주 산타크루스          | 브라질                 | 42 m    | 단 높이 6 m, 왕관 높이 8 m, 전체 높이 56 m | 2010년   |                                                                               |
| 다카사키 뱌쿠에 대관음                 |      | 관세음보살                            | 군마현 다카사키시                        | 일본                   | 41.8 m  | [ 29 ] | 1936년   | 북위 36° 18′ 40″ 동경 138° 58′ 50″ / 북위 36.311105° 동경 138.980677°         |
| 추난 대마주상                          |      | 마주(바닷신)                          | 먀오리현                                 | 중화민국               | 41.4 m  | | 1984년   |                                                                               |
| 바타물라 칸다 불상                     |      | 석가모니                              | 마투가마                                 | 스리랑카               | 41 m    | [ 30 ] | 2016년   |                                                                               |
| 베라아바바 안자네바 하누만 스와미      |      | 하누만                                | 안드라프라데시주 비자야와다              | 인도                   | 41 m    | 인도 최대 규모 | 2003년   | 북위 17° 13′ 47″ 동경 82° 07′ 21″ / 북위 17.229682° 동경 82.12263°            |
| 롄화산 관음상                          |      | 관세음보살                            | 광둥성 광저우시 롄화산                   | 중화인민공화국         | 40.8 m  | 1994년 완공, 2000년 도금 완료 | 1994년   | 북위 22° 59′ 27.33″ 동경 113° 30′ 1.49″ / 북위 22.9909250° 동경 113.5004139°  |
| 시치카마 소관음                        |      | 관세음보살                            | 나가사키현 니시소노기군                  | 일본                   | 40 m    | | 1990년   |                                                                               |
| 신란쇼닌상                             |      | 신란                                  | 니가타현 기타칸바라군                    | 일본                   | 40 m    | | 1990년   |                                                                               |
| 호세 마리아 모렐로스 상                |      | 호세 마리아 모렐로스                  | 미초아칸주 하니치오섬                    | 멕시코                 | 40 m    | 분홍석으로 제작 | 1934년   | 북위 19° 34′ 25″ 서경 101° 39′ 07″ / 북위 19.573611° 서경 101.651944°         |
| 징기스칸 기마상                        |      | 징기스칸                              | 투브 주 천진벌덕                         | 몽골                   | 40 m    | 세계에서 가장 큰 기마상 | 2007년   | 북위 47° 48′ 29″ 동경 107° 32′ 13″ / 북위 47.807927° 동경 107.536899°         |
| 포광산 아미타불입상                    |      | 아미타불                              | 가오슝                                   | 중화민국               | 40 m    | [ 33 ] | 1972년   | 북위 22° 44′ 57″ 동경 120° 26′ 45″ / 북위 22.749050° 동경 120.445900°         |
| 아타튀르크 마스크                      |      | 무스타파 케말 아타튀르크              | 이즈미르주 부자                          | 튀르키예               | 40 m    | | 2009년   | 북위 38° 24′ 22″ 동경 27° 08′ 46″ / 북위 38.406046° 동경 27.145991°           |
| 윈시 진무대제상                        |      | 진무대제                              | 허베이성 윈시현 구산                     | 중화인민공화국         | 39 m    | [ 34 ] [ 35 ] | 2016년   |                                                                               |
| 타타가타찰                             |      | 부처                                  | 시킴주 라방글라                          | 인도                   | 39 m    | [ 36 ] | 2013년   | 북위 27° 18′ 51″ 동경 88° 21′ 48″ / 북위 27.314297° 동경 88.363322°           |
| 왓포티캰 대불상                        |      | 아미타불                              | 클란탄주 파시르푸테                      | 인도네시아             | 39 m    | | 2009년   |                                                                               |
| 훙광산 대불                            |      | 석가모니                              | 신장 위구르 자치구 우루무치시            | 중화인민공화국         | 38.8 m  | [ 37 ] | 2004년   | 북위 43° 52′ 52″ 동경 87° 36′ 49″ / 북위 43.881145° 동경 87.613478°           |
| 난산 대불                              |      | 석가모니                              | 옌타이시                                 | 중화인민공화국         | 38.7 m  | | 2004년   |                                                                               |
| 대석가상                               |      | 석가모니                              | 구마모토현 다마나군                      | 일본                   | 38.5 m  | | 1979년   |                                                                               |
| 디야나 불상                            |      | 석가모니                              | 안드라프라데시주 아마라바티              | 인도                   | 38 m    | | 2006년   | 북위 16° 34′ 43″ 동경 80° 21′ 11″ / 북위 16.57861° 동경 80.35306°             |
| 라오준산 노자상                        |      | 노자                                  | 허난성 뤄양시 롼촨현                     | 중화인민공화국         | 38 m    | 동상 | 2010년   |                                                                               |
| 레왈사르 파드마삼바하상                |      | 구루 린포체                           | 히마찰프라데시주 레왈사르                | 인도                   | 37.5 m  | | 2012년   | 북위 31° 38′ 2″ 동경 76° 49′ 59.99″ / 북위 31.63389° 동경 76.8333306°         |
| 바하벨랴 자유의 여신상                 |      | 자유의 여신                           | 바하벨랴                                 | 브라질                 | 37 m    | 단 높이 20 m | 2011년   | 남위 26° 38′ 10″ 서경 48° 41′ 56″ / 남위 26.63611° 서경 48.69889°             |
| 무루데슈와라 시바상                    |      | 시바                                  | 카르나타카주 우타라칸나다구 무루데슈와라 | 인도                   | 37 m    | 인도 최대의 시바 상 | 2006년   | 북위 14° 05′ 37″ 동경 74° 29′ 01″ / 북위 14.093645° 동경 74.483689°           |
| 룽샨 대불                              |      | 미륵보살                              | 쓰촨성 룽현                              | 중화인민공화국         | 37 m    | 근대 이전에 지어진 조각상으로는 러산 대불 다음으로 크다. | 817년    | 북위 29° 27′ 17″ 동경 104° 25′ 52″ / 북위 29.45472° 동경 104.43111° }         |
| 센토사 머라이언상                      |      | 머라이언                              | 센토사섬                                 | 싱가포르               | 37 m    | | 1996년   | 북위 1° 15′ 13″ 동경 103° 49′ 08″ / 북위 1.2535° 동경 103.818794°             |
| 대관공상                               |      | 관우                                  | 신주시                                   | 중화민국               | 36.6 m  | | 1975년   |                                                                               |
| 시비에보진 그리스도상                  |      | 예수                                  | 시비에보진                               | 폴란드                 | 36 m    | 철제 왕관 높이 3 m 포함. 석단 높이 16 m, 전체 높이 52 m. 전세계에서 가장 큰 예수상. | 2010년   | 북위 52° 14′ 12″ 동경 15° 32′ 47″ / 북위 52.236667° 동경 15.546389°           |
| 중원사 관음상                          |      | 관세음보살                            | 장쑤성 쑤저우시                          | 중화인민공화국         | 36 m    | 실내에 위치한 88톤 규모의 동상 | 2007년   |                                                                               |
| 남치 파드마삼바바상                    |      | 구루 린포체                           | 시킴주 남치                              | 인도                   | 36 m    | | 2004년   | 북위 27° 10′ 46″ 동경 88° 22′ 48″ / 북위 27.179514° 동경 88.380021°           |
| 사이바바 상                            |      | 레푸르                                | 안드라프라데시주 카키나다                | 인도                   | 35.5 m  | | 2015년   |                                                                               |
| 알료샤 기념상                          |      | 제2차 세계대전 소련 참전군인          | 무르만스크                               | 러시아                 | 35.5 m  | 단 높이 7 m. | 1974년   | 북위 68° 59′ 34″ 동경 33° 04′ 16″ / 북위 68.992902° 동경 33.071208°           |
| 바사바 상                              |      | 바사바                                | 카르나타카주 가다그                      | 인도                   | 35.35 m | | 2014년   |                                                                               |
| 다자와코 관음보살                      |      | 관세음보살                            | 아키타현 다자와코                        | 일본                   | 35 m    | | 1939년   | 북위 39° 44′ 21″ 동경 140° 43′ 23″ / 북위 39.739192° 동경 140.723013°         |
| 신인류의 탄생                          |      | 크리스토퍼 콜롬버스                   | 세비야                                   | 스페인                 | 35 m    | | 1995년   | 북위 37° 25′ 39″ 서경 5° 59′ 34″ / 북위 37.427575° 서경 5.992813°             |
| 둔황 석굴 북쪽 미륵보살                |      | 미륵보살                              | 간쑤성 둔황시                            | 중화인민공화국         | 35 m    | 남쪽 미륵보살(26 m)과 나란히 있음 | 694년    |                                                                               |
| 아디요기 시바상                        |      | 시바                                  | 코임바토레                               | 인도                   | 34.2 m  | 세계에서 가장 큰 안면상. 철 500톤으로 제작됐다. | 2017년   | 북위 10° 58′ 22″ 동경 76° 44′ 26″ / 북위 10.972671° 동경 76.740500°           |
| 평화의 예수상                          |      | 예수                                  | 코차밤바                                 | 볼리비아               | 34.2 m  | 단 높이 6.2 m | 1994년   | 남위 17° 23′ 04″ 서경 66° 08′ 04″ / 남위 17.384522° 서경 66.13452°            |
| 페가수스와 드래곤                      |      | 페가수스, 용                          | 플로리다주 홀랜데일비치                  | 미국                   | 33.5 m  | 미국에서 두번째로 큰 조각상이자, 서양 용을 묘사한 것으로는 가장 큰 조각상 | 2014년   | 북위 25° 58′ 56″ 서경 80° 08′ 26″ / 북위 25.982155° 서경 80.140495°           |
| 톈탄 대불                              |      | 석가모니                              | 홍콩 란터우섬 옹핑                       | 중화인민공화국         | 33.2 m  | | 1993년   | 북위 22° 15′ 14″ 동경 113° 54′ 17″ / 북위 22.253889° 동경 113.904722°         |
| 토지공상                               |      | 토지공                                | 신베이시                                 | 중화민국               | 33.2 m  | | 2000년대 |                                                                               |
| 아힘사 상                              |      | 아디나트                              | 망기퉁기 마을                            | 인도                   | 33 m    | | 2016년   | 북위 20° 50′ 32″ 동경 74° 05′ 02″ / 북위 20.842228° 동경 74.0839904°          |
| 아디나트상                             |      | 아디나트                              | 구자라트주 팔리타나                      | 인도                   | 33 m    | | 2015년   | 북위 21° 30′ 21″ 동경 71° 48′ 44″ / 북위 21.5058706° 동경 71.8122896°         |
| 상캇 모찬 담                           |      | 하누만                                | 뉴델리 카롤박                            | 인도                   | 33 m    | | 2008년   | 북위 28° 38′ 45″ 동경 77° 11′ 49″ / 북위 28.6458165° 동경 77.1969527°         |
| 마오산 노자신상                        |      | 노자                                  | 장쑤성 전장시 인근                       | 중화인민공화국         | 33 m    | | 1998년   | 북위 31° 47′ 48.38″ 동경 119° 18′ 39.77″ / 북위 31.7967722° 동경 119.3110472° |
| 쉐더우산 미륵대불                      |      | 미륵보살                              | 펑화시                                   | 중화인민공화국         | 33 m    | | 2008년   |                                                                               |
| 이산 대불                              |      | 석가모니                              | 장쑤성 관윈현                            | 중화인민공화국         | 33 m    | | 2009년   |                                                                               |
| 관인산 관세음보살                      |      | 관세음보살                            | 허베이성 둥광현                          | 중화인민공화국         | 33 m    | | 2001년   |                                                                               |
| 마릴리에 성모상                        |      | 성모 마리아                           | 앵주 미리벨 르마릴리에                   | 프랑스                 | 33 m    | 단 높이 20 m, 총 높이 53 m | 1941년   | 북위 45° 49′ 44″ 동경 4° 57′ 01″ / 북위 45.828919° 동경 4.950349°             |
| 망갈마하데브                           |      | 시바                                  | 강가탈라오 호                            | 모리셔스               | 33 m    | | 2007년   | 남위 20° 24′ 59″ 동경 57° 29′ 33″ / 남위 20.4164° 동경 57.4924°               |
| 슈리 탈라파카 안나마차리아             |      | 안나마차리아                          | 안드라프라데시주 탈라파카                | 인도                   | 33 m    | 텔루구 지역의 시인이자 음악가 | 2008년   | 북위 14° 12′ 04″ 동경 79° 09′ 41″ / 북위 14.201056° 동경 79.161516°           |
| 샤히아한푸르 하누만상                  |      | 하누맛담                              | 우트라프라데시주 샤히아한푸르            | 인도                   | 33 m    | | 2013년   |                                                                               |
| 자쿠 하누만상                          |      | 하누만                                | 히마찰프라데시주 심라                    | 인도                   | 33 m    | 해발 2,500 m 고도에 위치 | 2010년   | 북위 31° 06′ 03″ 동경 77° 11′ 00″ / 북위 31.100874° 동경 77.183446°           |
| 바사야칼리안 바사바 석상               |      | 바사바                                | 카르나타카주 바사야칼리안                | 인도                   | 33 m    | | 2012년   | 북위 17° 50′ 34″ 동경 76° 56′ 36″ / 북위 17.842725° 동경 76.943300°           |
| 호주산 순금관음상                      |      | 관세음보살                            | 미에현 쓰시                              | 일본                   | 33 m    | | 1982년   |                                                                               |
| 타니야마 대관음                        |      | 관세음보살                            | 가고시마현                               | 일본                   | 33 m    | | 2001년   |                                                                               |
| 법주사 금동미륵대불                    |      | 미륵보살                              | 충청북도 보은군 속리산                   | 대한민국               | 33 m    | 한반도 최대 규모이자 국내 최대 규모의 불상. | 1990년   |                                                                               |
| 후산얀 대불                            |      | 미륵보살                              | 윈린현 더우류시                          | 중화민국               | 33 m    | 좌불상, 내부는 미공개 | 1987년   |                                                                               |
| 톈후사 마주상                          |      | 마주                                  | 타오위안시 신우구                        | 중화민국               | 32.7 m  | | 2001년   | 북위 24° 58′ 32″ 동경 121° 01′ 35″ / 북위 24.975662° 동경 121.026496°         |
| 민드롤링 사원 부처상                   |      | 석가모니                              | 우타라칸드주 데흐라둔                    | 인도                   | 32.6 m  | | 1965년   | 북위 30° 15′ 11″ 동경 78° 00′ 44″ / 북위 30.253023° 동경 78.0123208°          |
| 루앙포토                               |      | 미륵보살                              | 방콕                                     | 태국                   | 32.5 m  | | 1927년   |                                                                               |
| 디스키트 사원 불상                     |      | 미륵보살                              | 카슈미르 라다크 디스키트                 | 인도                   | 32 m    | | 2010년   |                                                                               |
| 난두라 하누만상                        |      | 하누만                                | 마하라슈트라주                           | 인도                   | 32 m    | |          |                                                                               |
| 마오쩌둥 청년상                        |      | 마오쩌둥                              | 후난성 창사시 웨루구                     | 중화인민공화국         | 32 m    | | 2009년   |                                                                               |
| 사이드나야 예수상                      |      | 예수                                  | 시리아 사이드나야                        | 시리아                 | 32 m    | | 2013년   |                                                                               |
| 니혼지 약사여래상                      |      | 약사여래                              | 지바현 교난정                            | 일본                   | 31 m    | 전근대 동상으로는 일본 최대 규모 | 1790년경 | 북위 35° 09′ 28″ 동경 139° 50′ 05″ / 북위 35.157732° 동경 139.834757°         |
| 예수 성심상                            |      | 예수                                  | 카피스주 로하스                          | 필리핀                 | 31 m    | 단 높이 9 m, 총 높이 40 m | 2015년   | 북위 11° 31′ 동경 122° 44′ / 북위 11.52° 동경 122.73°                         |
| 망갈마하데브                           |      | 시바                                  | 하리아나주 강탄                          | 인도                   | 30.8 m  | | 2012년   | 북위 28° 37′ 동경 76° 39′ / 북위 28.62° 동경 76.65°                           |
| 잘레스베바 자야마헤 상                 |      | 해군 사관                             | 수라바야                                 | 인도네시아             | 30.6 m  | 콘크리트 건물 높이 30 m, 총 높이 60.6 m | 1996년   | 남위 7° 11′ 46.74″ 동경 112° 44′ 23.16″ / 남위 7.1963167° 동경 112.7397667°   |
| 하르키파우리 시바상                    |      | 시바                                  | 우타라칸드주 하리드와르                  | 인도                   | 30.5 m  | | 2012년   |                                                                               |
| 카닌데의 성 프란체스코 석상            |      | 아시시의 프렌치스코                   | 세아라주 카닌데                          | 브라질                 | 30.5 m  | | 2005년   | 남위 4° 22′ 01″ 서경 39° 18′ 19″ / 남위 4.36694° 서경 39.30528°               |
| 켁록시 금동관음상                      |      | 관세음보살                            | 피낭섬 아이르이탐                        | 말레이시아             | 30.2 m  | 60.9 m 크기의 탑 내부에 위치 | 1999년   | 북위 5° 23′ 52″ 동경 100° 16′ 21″ / 북위 5.39778° 동경 100.27250°             |
| 아비라주팔렘 하누만상                  |      | 하누만                                | 안드라프라데시주 두디파틀라              | 인도                   | 30 m    | | 2013년   | 북위 16° 30′ 12″ 동경 81° 50′ 34″ / 북위 16.503427° 동경 81.842884°           |
| 축복하는 그리스도                      |      | 예수                                  | 마나도                                   | 인도네시아             | 30 m    | 단 높이 20 m | 2007년   | 북위 1° 29′ 0″ 동경 124° 50′ 0″ / 북위 1.48333° 동경 124.83333°               |
| 오빈즈루사마 상                        |      | 빈두로                                | 구마모토현 야마가시                      | 일본                   | 30 m    | | 1607년   |                                                                               |
| 크리스토 레수키타도                    |      | 예수                                  | 멕시코주 틀랄네판틀라데바스              | 멕시코                 | 30 m    | 단 높이 10 m, 총 높이 40 m | 1979년경 | 북위 19° 33′ 43″ 서경 99° 11′ 04″ / 북위 19.562014° 서경 99.184463°           |
| 엘 파네치요의 성모상                   |      | 묵시록의 여인                         | 키토                                     | 에콰도르               | 30 m    | 단 높이 11 m, 총 높이 41 m | 1976년   | 남위 0° 13′ 43″ 서경 78° 31′ 7″ / 남위 0.22861° 서경 78.51861°                |
| 구세주 그리스도상                      |      | 예수                                  | 리우데자네이루                           | 브라질                 | 30 m    | 단 높이 9.5 m, 총 높이 39.6 m | 1931년   | 남위 22° 57′ 06″ 서경 43° 12′ 39″ / 남위 22.951667° 서경 43.210833°           |
| 프라붓다 바라메다름 참루슬록 사원 불상 |      | 부처                                  | 켈란탄주                                 | 말레이시아             | 30 m    | | 1750년경 |                                                                               |
| 켈피들                                 |      | 말                                    | 스코틀랜드 폴커크                        | 영국                   | 30 m    | | 2013년   | 북위 56° 01′ 09″ 서경 3° 45′ 19″ / 북위 56.0191° 서경 3.7553°                 |
| 주체사상탑 동상                        |      | 노동자, 농부, 지식인                  | 평양직할시                               | 조선민주주의인민공화국 | 30 m    | 조선민주주의인민공화국 최대 규모의 동상이자 한반도 내 최대 규모의 비종교 조각상 | 1982년   | 북위 39° 01′ 04″ 동경 125° 45′ 47″ / 북위 39.017783° 동경 125.76303°          |

## 소실된 조각상
| 조각상          | 사진 | 묘사 대상     | 위치                        | 나라           | 높이(m) | 완공     | 파괴     | 파괴 사유     | 주                               | 출처   |
| --------------- | ---- | ------------- | --------------------------- | -------------- | ------- | -------- | -------- | ------------- | -------------------------------- | ------ |
| 바미안 대석불   |      | 비로자나불    | 바미안주                    | 아프가니스탄   | 55 m    | 554년    | 2001년   | 탈레반이 폭파 |                                  | [ 59 ] |
| 바미안 소석불   |      | 석가모니      | 바미안주                    | 아프가니스탄   | 37 m    | 507년    | 2001년   | 탈레반이 폭파 |                                  | [ 59 ] |
| 네로 거상       |      | 네로          | 로마                        | 이탈리아       | 36 m    | 75년     | 미상     | 미상          | 솔리스 거상으로 개명             | [ 60 ] |
| 마오쩌둥 황금상 |      | 마오쩌둥      | 허난성 퉁쉬현               | 중화인민공화국 | 36 m    | 2015년   | 2016년   | 철거          | 무허가 건축으로 완공 이전에 철거 | [ 61 ] |
| '우주의 구세주' |      | 질베르 부르댕 | 알프드오트프로방스 카스텔란 | 프랑스         | 33 m    | 1990년   | 2001년   | 철거          | 무허가 건축으로 당국이 철거      | [ 62 ] |
| 로도스의 거상   |      | 헬리오스      | 도데카네스 로도스섬         | 그리스         | 30 m    | BC 280년 | BC 226년 | 지진          | 고대 세계의 최대규모 동상        | [ 63 ] |

## 계획 / 진행중
| 나라           | 출처   | 조각상                     | 묘사 대상                  | 위치                              | 높이(m) | 주                             | 완공 예상일 | 좌표 |
| -------------- | ------ | -------------------------- | -------------------------- | --------------------------------- | ------- | ------------------------------ | ----------- | ---- |
| 인도           | [ 64 ] | 시브 슈마라크              | 차트라파티 시바지 마하라지 | 마하슈트라주 뭄바이               | 210 m   |                                |             |      |
| 미국           |        | 크레이지 호스 메모리얼     | 크레이지 호스              | 사우스다코타주 블랙힐스           | 172 m   |                                |             |      |
| 그리스         | [ 65 ] | 신 로도스 거상             | 로도스 거상                | 로도스 시                         | 150 m   | 옛 거상의 5배 규모             |             |      |
| 중화인민공화국 |        | 문수보살상                 |                            | 충칭시 장베이구                   | 108 m   |                                |             |      |
| 중화인민공화국 | [ 66 ] | 파드마삼바바상             |                            | 쓰촨성 아바 자치주                | 108 m   |                                |             |      |
| 인도           |        | 시바상                     |                            | 라자스탄주 가네시테크리나트드와라 | 107 m   |                                |             |      |
| 인도           | [ 67 ] | 평등의 상                  | 빔라오 람지 암베드카르     | 마하라슈트라주 뭄바이 인두 언덕   | 106.7 m | 공사 중                        |             |      |
| 중화인민공화국 | [ 68 ] | 미륵보살상                 |                            | 난충시                            | 99 m    |                                |             |      |
| 중화인민공화국 | [ 69 ] | 제요                       |                            | 장쑤성 가오유시                   | 99 m    |                                |             |      |
| 필리핀         | [ 70 ] | 몬테마리아 상              | 처녀 마리아                | 바탕가스                          | 88 m    |                                |             |      |
| 중화인민공화국 | [ 71 ] | 루톈루이 관음상            |                            | 쑤저우시                          | 88 m    |                                |             |      |
| 중화인민공화국 |        | 우팡 대불                  | 오지여래                   | 친황다오                          | 81 m    |                                |             |      |
| 인도네시아     |        | 노아 상                    |                            | 북수마트라주                      | 80 m    |                                |             |      |
| 인도네시아     | [ 72 ] | 가루다 위스누 켄카나       | 가루다를 탄 비슈누         | 발리섬 부킷반도                   | 75 m    | 64 m 길이의 날개 포함, 공사 중 |             |      |
| 미얀마         | [ 74 ] | 레쥰 세차르 좌불상         |                            | 저가잉도 모니와                   | 74 m    |                                |             |      |
| 중화인민공화국 | [ 75 ] | 양산 대불                  | 석가모니                   | 내몽골자치구 우라터 후기          | 69 m    |                                |             |      |
| 중화인민공화국 | [ 76 ] | 보리달마                   |                            | 난징시                            | 68 m    |                                |             |      |
| 인도           | [ 77 ] | 평등상                     |                            | 하이데라바드                      | 65.8 m  |                                |             |      |
| 인도           |        | 슈리 아드부트나트 마하데브 | 시바                       | 델리                              | 61.26 m |                                |             |      |
| 중화인민공화국 | [ 78 ] | 장타이산 대불              | 미륵보살                   | 항저우시                          | 50 m    |                                |             |      |
| 영국           |        | 엡스플리트 백마상          |                            | 잉글랜드 켄트주                   | 50 m    | 2012년 예산 부족으로 추진 중단 |             |      |
| 인도           | [ 79 ] | 빔라오 람지 암베드카르상   | 빔라오 람지 암베드카르     | 우타르프라데시주 러크나우         | 45.72 m |                                |             |      |
| 인도           | [ 80 ] | 마이트레야 프로젝트        | 미륵보살                   | 비하르주 보드가야                 | 45 m    |                                |             |      |
| 크로아티아     |        | 예수 그리스도상            |                            | 스플리트시 마리얀 언덕            | 41 m    |                                |             |      |
| 인도           | [ 81 ] | 빔라오 람지 암베드카르 상  | 빔라오 람지 암베드카르     | 텔랑가나주 하이데라바드           | 38.1 m  |                                |             |      |
| 말레이시아     |        | 마주 상                    |                            | 보르네오섬 쿠다트                 | 36 m    |                                |             |      |
| 인도           | [ 82 ] | 바사베슈와라 상            |                            | 카르나타카주 가다그 비슈마 호수   | 33.8 m  |                                |             |      |
| 중화인민공화국 | [ 83 ] | 삼소랑랑상                 | 삼소랑랑(三霄娘娘)         | 안후이성 훠추현                   | 33 m    |                                |             |      |
| 슬로바키아     | [ 84 ] | 구세주 그리스도상          |                            | 프레쇼브 구                       | 33 m    | 2012년 착공                    |             |      |
| 모리셔스       |        | 두르가 마바바니            |                            | 강가탈라오 호 사원                | 33 m    |                                |             |      |
| 인도           | [ 86 ] | 스톡 부처상                |                            | 잠무카슈미르주 레 구 스톡 마을    | 32 m    |                                |             |      |
| 중화민국       | [ 87 ] | 정성공                     | 말을 탄 정성공             | 자이현                            | 30.35 m |                                |             |      |
| 인도           |        | 부처상                     | 부처                       | 카르나타카 주 비다르 바사이칼리안 | 30 m    |                                |             |      |

## 같이 보기
- 조각상 목록
- 새로운 세계 7대 불가사의